# Бронті Берретт
Бронті Берретт  (англ. Bronte Barratt, 8 лютого 1989) — австралійська плавчиня, олімпійська чемпіонка.

## Виступи на Олімпіадах
| Олімпіада   | Дисципліна                             | Місце |
| ----------- | -------------------------------------- | ----- |
| Пекін 2008  | плавання на 200 метрів вільним стилем  | =7    |
| Пекін 2008  | плавання на 400 метрів вільним стилем  | 7     |
| Пекін 2008  | естафета 4 × 200 метрів вільним стилем | 1     |
| Лондон 2012 | плавання на 200 метрів вільним стилем  | 3     |
| Лондон 2012 | плавання на 400 метрів вільним стилем  | 12    |
| Лондон 2012 | естафета 4 × 200 вільним стилем        | 2     |
| Ріо 2016    | естафета 4 × 200 вільним стилем        | 2     |